# 강동훈 (e스포츠인)
강동훈(음력 1982년 3월 26일~ )은 대한민국의 프로게임단 지도자이다. 현재 KT 롤스터의 감독을 맡고 있다.

## 지도자 경력
과거 스타크래프트 아카데미 운영을 하기도 했다.
2010년 9월, 스타크래프트 II 프로게임단인 Incredible Miracle의 창단 감독으로 부임했다. 2012년, 팀이 리그 오브 레전드 팀이 창단되면서 리그 오브 레전드 팀을 겸임하게 되었다. 2015시즌을 앞두고는 리그 오브 레전드 팀만을 담당했다. 2017 서머 시즌과 2018 스프링 시즌 팀의 롤챔스 우승에 기여했다.
2020시즌을 앞두고 KT 롤스터의 감독으로 부임했다. 하지만 팀은 2021시즌 부진에 빠졌으며 이로 인해 비판을 받았다. 2021년, 와일드 리프트 팀이 창단되면서 와일드 리프트 팀의 감독을 겸임했다. 2021 와일드 리프트 챔피언스 코리아 우승에 기여했다.

## 수상 내역

### 스타크래프트 II
- 글로벌 스타크래프트 II 팀 리그 February 우승
- 글로벌 스타크래프트 II 팀 리그 March 준우승
- IPL Team Arena Challenge Season 1 우승
- IPL Team Arena Challenge Season 3 우승(vs Team-Liquid 1차전=1:5, 2차전=5:3)
- IPTL Season 1 준우승
- 2013 HotS GSTL Pre Season 우승 (vs TEAM AZUBU 4:2)
- 2013 벤큐 글로벌 스타크래프트 II 팀 리그 시즌 1 우승(vs MVP 5:3)

### 리그 오브 레전드
- 배틀로얄 토너먼트 우승 (vs IG 3:1)
- IEM7 Sao Paulo 우승 (vs Anexis 2:0)
- 리그 오브 레전드 챔피언스 코리아 서머 2017 우승 (vs SK텔레콤 T1 3:1)
- 리그 오브 레전드 월드 챔피언십 2017 8강
- 2017년 LoL KeSPA컵 준우승
- 리그 오브 레전드 챔피언스 코리아 스프링 2018 우승 (vs 아프리카 프릭스 3:1)
- 리그 오브 레전드 미드 시즌 인비테이셔널 2018 준우승 (vs 로열 네버 기브업 1:3)

### 월드 오브 워크래프트
- Arena Korea Invitational 우승
- Battlenet World Championship WoW Arena Global Finals 3위